# 존 C. 먼로 해밀턴 국제공항

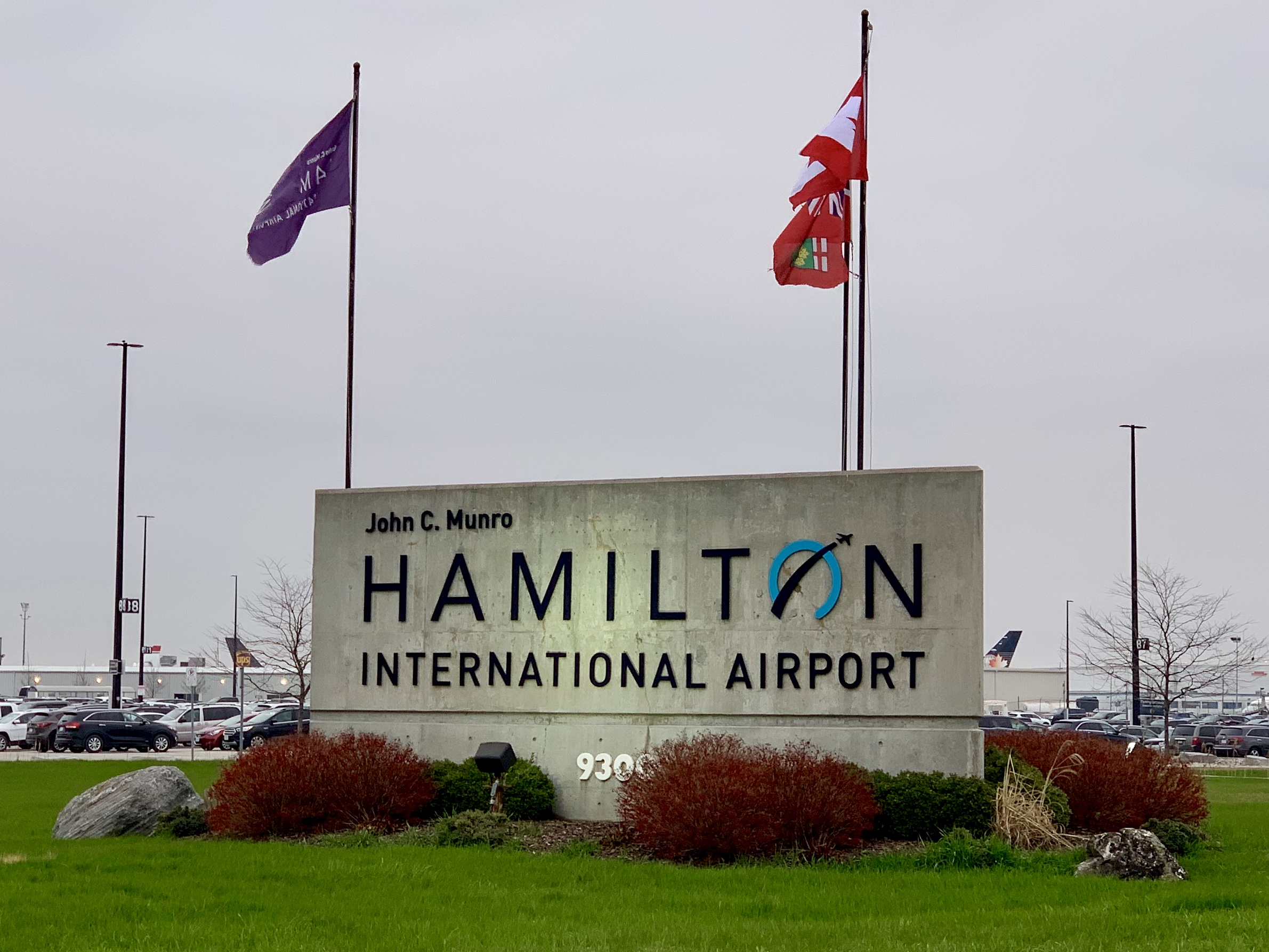

존 C. 먼로 해밀턴 국제공항(John C. Munro Hamilton International Airport, IATA: YHM, ICAO: CYHM)은 캐나다 온타리오주 해밀턴의 국제공항이다. 다운타운 해밀턴으로부터 남서쪽으로 11킬로미터, 토론토에서 남서쪽으로 64킬로미터 지점에 위치한 마운트호프의 이웃 지역의 일부이다.
이 공항은 1940년 "마운트호프 공항"이라는 이름으로 개항하였다.

## 통계

### 승객 트래픽
| 연도 | 승객    | % 변화 |
| ---- | ------- | ------ |
| 2010 | 387,831 | 보합   |
| 2011 | 332,659 | -14.2% |
| 2012 | 351,491 | 5.6%   |
| 2013 | 341,740 | -2.8%  |
| 2014 | 332,378 | -2.7%  |
| 2015 | 312,839 | -5.9%  |
| 2016 | 333,368 | 6.7%   |
| 2017 | 599,146 | 80%    |
| 2018 | 725,630 | 21%    |
| 2019 | 955,373 | 32%    |
| 2020 | 329,193 | -66%   |